# Hysterochelifer geronimoensis
Hysterochelifer geronimoensis är en spindeldjursart som först beskrevs av Chamberlin 1923.  Hysterochelifer geronimoensis ingår i släktet Hysterochelifer och familjen tvåögonklokrypare. Inga underarter finns listade i Catalogue of Life.